# ディエゴ・サラサール
ディエゴ・サラサール（Diego Fernando Salazar、1980年10月3日 - ）はコロンビアのバジェ・デル・カウカ県トゥルア出身の重量挙げ選手。北京オリンピックでの銀メダルの他、パンアメリカン競技大会で2回金メダルを獲得している。
2006年ウエイトリフティング世界選手権の62kg級でスナッチで131kg、ジャークで164kg、合計295kgを持ち上げて銅メダルを獲得した。金メダルの選手との差は13kgであった。2007年ウエイトリフティング世界選手権では合計293kgで6位になった。
2008年の北京オリンピックではスナッチで138kg、ジャークで167kg、合計305kgを持ち上げて銀メダルを獲得した。